# 吉文镇
吉文镇，是中华人民共和国内蒙古自治区呼伦贝尔市鄂倫春自治旗下辖的一个乡镇级行政单位。

## 行政区划
吉文镇下辖以下地区：
光明社区、育英社区和吉文河社区。